# アリン・ルンジャーン
アリン・ルンジャーン（Arin Rungjang、1975年 - ）は、タイ・バンコク生まれの芸術家。バンコクを拠点に活動。

## 経歴
1975年、タイ・バンコクに生まれる。
2000年、交換留学によりパリのエコール・デ・ボザールへ留学。
2002年、タイのシラパコーン大学の絵画・彫刻・版画学部版画学科を卒業。
2005年、フィリピン・ケソンのBig Sky Mindに移住。
2010年、台湾やイギリス・ロンドンに移住。
2013年のヴェネツィア・ビエンナーレ、および2015年のパラソフィア京都国際現代芸術祭に、代表作「Golden Teardrop」を出品。

## 代表作
- THE GOLDEN TEARDROP（タイ王国文化省現代芸術文化事務局（OCAC）蔵） 2013 - ヴェネチア・ビエンナーレに出品
- 骨、本、光、蛍　2015 -

## 著書
- LET'S MAKE SENSE. WEST. (2011-5). pp. 16